# رقصة النصر (رياضة)
رقصة النصر هي احتفال بالنصر أو النجاح برقصة أو خلط أو حركة جسدية. هو الأكثر استخدامًا في الرياضة. يمكن استخدام المصطلح برضا أو إساءة. يمكن المشاركة في رقصة النصر كاحتفال حقيقي أو كوسيلة لإذلال أو إهانة الخصم.

## أمثلة
- احتفال الهبوط، مثال على رقصة النصر في كرة القدم الأمريكية والكندية.
- دش شراب طاقة، نوع آخر من رقص النصر في كرة القدم الأمريكية.
- احتفال الهدف، مثال على رقصة النصر في اتحاد كرة القدم (كرة القدم).

## حوادث بارزة
- معركة 25 فبراير 1964 بين محمد علي كلاي وسوني ليستون عندما قام كلاي بـ «رقصة النصر» لتهكم خصمه في الحلبة.
- رقصة فوز السياسي النقابي دايفيد تريمبل مع إيان بيزلي في أيرلندا الشمالية بعد 12 يوليو 1995 درومكري مارس (درومكري الأول).[1]